# Ajant
Ajant (starogrško: Αἴας, Αἴαντος Aiantos) je bil starogrški mitološki junak, ki se je boril v Trojanski vojni. Bil je Telamonov sin, kralja Salamine in Periboje ter Tevkerjev polbrat.  Da bi ga razlikovali od drugega Ajanta (Ajant Mali, sin Oileja), je imel vzdevek Telamonski Ajant in Ajant Veliki. Bil je vnuk kralja otoka Ajgine, Ajaka in tako v sorodstvu z Ahilom.
V etruščanski mitologiji je znan kot Aivas Tlamunus.

## Izgled in spretnosti
V Homerjevi Ilijadi je opisan kot zelo postaven, visok, najmočnejši od vseh Ahajcev (Grkov). Uril se je pri Kentavru Hironu. Opisuje ga kot močnega in neustrašnega bojevnika, ki je imel visoko vojaško inteligenco. Pri Hironu je bil istočasno tudi Ahil.
Poveljeval je svoji vojski in šel vedno pred njo s svojim ogromnim ščitom, narejenim iz sedem kravjih kož prekritih z bronom. Ajant ni bil nobenkrat ranjen v desetih letih vojne in za razliko od ostalih grških in trojanskih junakov tekom bitke ni imel pomoči olimpskih bogov, ampak se je zanašal na svojo spretnost.

### Trojanska vojna
V Iliadi je Ajant opazen zaradi svoje moči in poguma, še posebej v dveh spopadih s Hektorjem. V Homerjevi 7 knjigi je bil Ajant z žrebom izbran za srečanje s Hektorjem v dvoboju, ki je trajal cel dan. Ajant je bolje začel in Hektorja ranil s kopjem v nogo. Kasneje ga je podrl z velikim kamnom, a so sodniki dvoboj prekinili kot neodločen po Zevsovi volji, čeprav je bil Ajant boljši. Ob koncu dvoboja sta si izmenjala darove, Ajant je dal Hektorju svoj vijolični pas, Hektor pa Ajantu meč.
Drugi spopad med Ajantom in Hektorjem se je začel, ko je slednji z vojsko vskočil med grške ladje in jih poskušal zažgati. V knjigi 14 Ajant vrže velikansko skalo na Hektorja, ki ga skoraj ubije. Hektor se umakne, a mu Apolon vrne moč ter ponovno začne napad na grške ladje. Ilijada nato govori, da je Ajant skakal z ladje na ladjo in sam lastno ročno odbijal Trojance in tako rešil ladje. Hektor uspe razorožiti Ajanta, ta se umakne ko uvidi da Zevs očitno favorizira trojanskega princa. Trojanci so uspeli požgati grške ladje. V borbi Ajant ubije frigijskega kraljeviča Porkisa in tudi mnoge ostale Trojance.
Ajant se je pogosto boril skupaj s svojim bratom Teucerjem, znanem po svoji spretnosti z lokom. Ajant bi ga ščitil s svojim čudovitim ščitom, ko je Teucer pobijal sovražnike.
Ahil je bil med temi boji odsoten zaradi svojega spora z Agamemnonom. V knjigi 9, Agamemnon in drugi mikenski vodje pošljejo Ajanta, Odiseja in Feniksa v šotor k Ahilu da ga poskušajo prepričati naj se vrne v boj. Čeprav Ajant govori resno in je dobro sprejet, mu ne uspe prepričati Ahila.
Ko je bil ubit Patroklos, Hektor poskuša ukrasti njegovo telo. Ajant, ki mu pomaga Menelaj, uspe v boju proti Trojancem in vrne telo nazaj v svoj tabor. Trojanci so že odstranili iz Patrokla Ahilovo orožje. Ahil se v boj vračal besen in ubije Hektorja, Troja nato hitro pade zahvaljujoč Odisejevi iznajdljivosti in malo pomoči bogov. Ajant je v tej noči uspel ubiti 28 trojanskih junakov. 

### Smrt
Tako kot večina drugih grških voditeljev, je Ajant živ in dobro, dokler se Iliada ne konča. Ko umre Ahil, ki ga je ubil Paris (s pomočjo Apolona), sta Ajant in Odisej junaka, ki se borita proti Trojancem, da bi dobila telo in ga pokopala skupaj s Patroklosom. Ajant, s svojim velikim ščitom in sulico uspe dobiti telo in ga nese na ladjo, medtem ko se Odisej bori s Trojanci. Po pokopu vsak od njiju zahteva čarobni Ahilov oklep kot priznanje za svoja herojska prizadevanja. Po nekaj dneh tekmovanja, sta Odisej in Ajant še vedno neodločena glede lastništva božanskega oklepa, ki ga je skoval Hefajst na Olimpu. Zato se organizira tekmovanje za določitev, kdo zasluži oklep. Ajant trdi da zasluži oklep zaradi svoje moči in bojev, ki jih je opravil za Grke, vključno ohranitev ladij pred Hektorjem. Vendar se Odisej izkaže bolj zgovoren in mu svet da oklep s pomočjo Atene. Ajant je besen, ponori in naredi samomor.  Belvederski torzo, marmorni kip zdaj v Vatikanskih muzejih, naj bi prikazoval Ajanta »in dejanje razmišljanja o samomoru«. 
V Sofoklejevi igri Ajant je govor o Ajantovi smrti, ko oklep dodelijo Odiseju, saj se Ajant počuti tako užaljen, da želi ubiti Agamemnona in Menelaja. Atena intervenira in omrači njegov um, da gre nad čredo ovac in jih pokonča, ker si predstavlja, da so ahajski voditelji, vključno z Odisejem in Agamemnonom. Ko pride k sebi, okrvavljen, se zaveda, da to, kar je naredil ni častno in se odloči, da se raje ubije kot pa živi v sramoti. To naredi z istim mečem, ki mu ga je dal Hektor, ko sta si izmenjala darila. Iz njegove krvi zraste rdeča roža. Njegov pepel so položili v zlato žaro na pomolu Rojtejona na vhodu v Helespont.
Homer je nekoliko nejasen glede natančnega načina Ajantove smrti, vendar jo pripisuje izgubi v sporu za Ahilov oklep; ko Odisej obišče Had, prosil Ajantovo dušo, da bi z njim govoril, a ga Ajant, ki je še vedno žalosten, zavrne in se tiho spusti nazaj v Ereb.
- Ajant se bori s  Hektorjem. Gravura John Flaxman, 1795.
- Črnofiguralna amfora - Ajant nese mrtvega Ahila. Walters Art Museum, Baltimore.
- Ahil in Ajant kockata; lekit - začetek zgodnjega 5. stoletja pred našim štetjem, vrsta posode za shranjevanje olja, povezana s pogrebnimi obredi.

## Kult
Ajant je na Salamini spoštovan kot glavni heroj, zgradili so mu tempelj in postavili kultni kip, posvečen mu je bil tudi praznik Ajantej (Αἰαντεῖα), v času katerega so prirejali tekmovanja. Spoštovan je bil tudi v Atenah, po njem se je imenovala tudi ena atična dema (Aeantis). Nedaleč od mesta Rojteja (Ῥοίτειον), na istoimenskem rtu, je bilo Ajantovo svetišče z lepim kipom, ki ga je Mark Antonij poslal v Egipt, a ga je potem Avgust vrnil na svoje izvirno mesto. 

## Umetnost in književnost
Ajant je pogosto prikazan v likovni umetnosti. V arhaičnem obdobju so bile priljubljene scene borbe iz Ilijade, na znani Egzekijini amfori je prikazan kako kocka s Ahilom. Ajantov boj s Hektorjem je prikazan na Kipselovem sarkofagu.  Njegov kip je bil v okviru kiparske skupine v Olimpiji, ki jo je izdelal Likij, Mironov sin. Kasneje, pod vplivom grških tragedov, je največkrat predstavljen kako se prereka z Odisejem okrog Ahilovega orožja, pa tudi v kontekstu svoje smrti.
V grški književnosti je zgodbo o Ajantu obdelal Ajshil v izgubljeni trilogiji, katere prvi del je tragedija Spor okoli orožja, drugi Tračanke in tretji Salaminci. Ajant je glavni junak Sofoklejeve tragedije Ajant, s katero se morda začne trilogija, v kateri je bila drugi del tragedija Teukro, in tretji Eurisk. Drugi tragedi, ki so obdelali zgodbo o Ajantu so Astidamant mlajši, Teodekt in Karkin, v rimski književnosti so njem pisali Livij Andronik v drami Ajax mastigophoros, Kvint Enij, Marcus Pacuvius v drami Armorum iudicium, Lucij Akcij v Eurisku in Avgust, ki je, nezadovoljen s tem kar je napisal, uničil rokopis svojega Ajanta.

### Drugo
Obstaja legenda, da je Ajant ustanovil mesto Ajaccio na mediteranskem otoku Korzika (zdaj del Francije) in mu dal ime.